# ريهو ساكاموتو
ريهو ساكاموتو (坂本 理保) (7 يوليو 1992 في توتشيغي في اليابان – )؛ هي لاعبة كرة قدم كانت تلعب كلاعب وسط. ولعبت مع منتخب اليابان لكرة القدم للسيدات.

## وصلات خارجية
- ريهو ساكاموتو على موقع الاتحاد الدولي (مؤرشف)  (الإنجليزية)
- ريهو ساكاموتو على موقع قاعدة بيانات كرة القدم.إي يو (الإنجليزية)
- ريهو ساكاموتو على موقع Soccerway.com (الإنجليزية)
- ريهو ساكاموتو على موقع عالم كرة القدم.نت (الإنجليزية)